# Lucien Dumont
Pour les articles homonymes, voir Dumont.
Lucien Dumont est un homme politique français né le 16 avril 1865 à Ambrault (Indre) et décédé le 22 mai 1945 à Paris.

## Biographie
Chirurgien, il dirige une clinique à Issoudun. Engagé très tôt en politique, il subit plusieurs échecs. Il est conseiller général du canton d'Issoudun-Sud en 1910 et député de l'Indre de 1913 à 1919, inscrit au groupe radical-socialiste. 